# Paul Eugen Banciu
Paul Eugen Banciu (n. 30 noiembrie 1943, Botoșani) este un romancier, editor de reviste literare, eseist, scenarist de film și ziarist român, respectiv fostul director al Bibliotecii județene Timiș. Absolvent al Facultății de artă a Universității din Timișoara și al Facultății de filozofie a Universității din Cluj, Paul Eugen Banciu este unul din scriitorii români contemporani cei mai prolifici, premiați și citiți. Șapte din romanele sale au fost premiate de Uniunea Scriitorilor din România, al cărui membru scriitorul este.

## Educație, viață profesională
Născut la 30 noiembrie 1943 în Botoșani, urmează și termină studii liceale la Hunedoara (promoția 1961). Urmează și absolvă Facultatea de Arte Plastice din Timișoara (promoția 1964), respectiv Facultatea de Filosofie, Universitatea din Cluj-Napoca (promoția din 1974).
Are o variată activitate redacțională și publicistică ca ziarist și secretar general de redacție la ziarul Unirea din Alba Iulia; redactor și secretar de redacție la revista Orizont din Timișoara. Debutul publicistic s-a produs în 1972 cu proză scurtă, fiind urmată de colaborări la revistele literare Orizont, Luceafărul, Contemporanul, Tribuna, România literară, Cuvânt românesc, Transilvania, Orient Latin, ș.a.m.d.. La sfârșitul carierei publice, a funcționat ca director al Bibliotecii Județene Timiș. Paul Eugen Banciu este membru al Uniunii Scriitorilor din România.

## Romane și premii
- Casa Ursei Mari [roman] – Editura Dacia, Cluj-Napoca, 1978 – Premiul de debut al Uniunii Scriitorilor din România
- Reciful [roman] – Editura Facla, Timișoara, 1979
- Sărbătorile [roman] – Editura Albatros, București, 1981 – Premiul Uniunii Scriitorilor din România, filiala Timișoara
- Zigguratul [roman] – Cartea Românească, București, 1982 – Premiul Uniunii Scriitorilor din România
- Muflonul, vol. I [roman] – Editura Facla, Timișoara, 1986 – Premiul  Ministerului Culturii din România
- Muflonul, vol. II [roman] – Editura Facla, Timișoara, 1989
- Casa de pânză [roman] – Editura Excelsior, Timișoara, 1995 [ISBN: 973-9015-41-7] – Premiul Uniunii Scriitorilor din România, filiala Timișoara
- Demonul discret [roman] – Editura Excelsior, Timișoara, 1996 [ISBN: 973-9015-52-2]
- 'Noaptea strigoilor (Martorul) [roman] – Editura Amarcord, Timișoara, 1996 [ISBN: 973-9244-07-6] – Premiul Uniunii Scriitorilor din România
- Picătura de cucută [eseuri] – Editura Institutul European, Iași, 1997  [ISBN: 973-5860-66-X, 978-973-5860-66-0] – Premiul pentru proză al Salonului de Carte, Iași și Premiul pentru proză al Salonului de Carte, Timișoara
- Remora (Jucătorul) [roman] – Editura Augusta, Timișoara, 1998  [ISBN: 973-97738-8-5]
- O călătorie cu aeroplanul pe deasupra muntelui erodat [proză scurtă] – Editura Marineasa, Timișoara, 1999  [ISBN: 973-9485-19-7] – Premiul Uniunii Scriitorilor din România
- Marii fericiți (Proorocul) [roman] – Editura Du Style, București, 2000 [ISBN: 973-9256-33-3]
- Infinitul rău [eseuri] – Editura Anthropos, Timișoara, 2001 [ISBN: 973-99664-6-2]
- Grădina lui Epicur [eseuri] – Editura Anthropos, Timișoara, 2003 [ISBN: 973-7985-00-1]
- Somonul roșu (Omul) [roman] – Editura Hestia, Timișoara, 2004 [ISBN: 973-9420-91-5] – Premiul Uniunii Scriitorilor din România, filiala Timișoara
- Luna neagră (Lucifericul) [roman] – Editura Hestia, Timișoara, 2005 [ISBN: 973--7895-07-9] – Premiul Uniunii Scriitorilor din România, filiala Timișoara
- Exerciții de exil interior [eseuri] – Editura Anthropos, Timișoara, 2006 [ISBN: 978-973-7985-30-9]
- Omul abstract [eseuri] – Editura Anthropos, Timișoara, 2008
- Piranha [roman] – Editura Eurostampa, Timișoara, 2012 [ISBN: 978-973-7985-79-8] – Premiul Uniunii Scriitorilor din România, filiala Timișoara
- Singurătatea luminii (Călăuza) [roman] – Editura Anthropos, Timișoara, 2012 [ISBN: 978-973-7985-88-0] – Premiul Uniunii Scriitorilor din România, filiala Timișoara
- Khaire [roman] – Timișoara, Editura Cosmopolitan Art, Timișoara, 2018 [ISBN: 978-6069-880-27-2]
- Oastea singuratică [roman] – Editura Brumar, Timișoara, 2020 [ISBN: 978-6067-262-18-6]
- Culoarea frigului [roman] – Editura Brumar, Timișoara, 2021
- Principiul incertitudinii [eseuri] – Editura Cosmopolitan Art, Timișoara, 2025

### Cărți electronice
- O călătorie cu aeroplanul peste muntele erodat, ediție gratis, de descărcat pe Internet  Arhivat în 6 martie 2016, la Wayback Machine.

### Alte premii
- Premiul pentru proză al Salonului de Carte, Iași, 1998
- Premiul pentru proză al Salonului de Carte, Timișoara, 1998

## Scenarii de film
- Femeia din Ursa Mare (1982)
- Vara târzie (1988),
- Casa de pânză (1995),
- Remora (1996)